# 軟刺新鰻鯰
軟刺新鰻鯰，為輻鰭魚綱鯰形目鰻鯰科的其中一種，分布於澳洲昆士蘭東北部的淡水流域，體長可達44公分，為底棲性魚類，棲息在岩石底質的湖泊、溪流河川，屬雜食性，以昆蟲、藻類、貝類、甲殼類等為食。

## 擴展閱讀
維基物種上的相關：軟刺新鰻鯰